# Bradleya johnpicketti
Bradleya johnpicketti is een mosselkreeftjessoort uit de familie van de Hemicytheridae.